# Richard Fritz
Richard Fritz (* 20. Mai 1949) ist ein deutscher Tischtennisspieler. Er spielte in den 1970er und 1980er Jahren in der Bundesliga und wurde bei der Deutschen Meisterschaft 1975 Zweiter.

## Werdegang
Richard Fritz begann seine Karriere beim Verein SC Buschhausen 1912. Später schloss er sich dem Bundesligaverein Meidericher TTC an, mit dessen Herrenmannschaft er von 1971 bis 1975 fünfmal in Folge Deutscher Vizemeister wurde. 1975 wurde er bei den Nationalen Deutschen Meisterschaften in Hannover Zweiter hinter Wilfried Lieck.
Im Jahr 1976 trennte sich der Meidericher TTC vorzeitig von Richard Fritz wegen dessen wiederholtem unsportlichen und vereinsschädigenden Verhaltens. Zudem sperrte der Westdeutsche Tischtennisverband WTTV Richard Fritz wegen eines „Eklats“ während der deutschen Meisterschaften Anfang 1976 in Essen bis zum Ende der Saison 1976/77. Diese Sperre überbrückte Richard Fritz durch ein Gastspiel beim niederländischen Erstligaverein Apeldoornse Tafeltennisvereingung HIA PANELS. In dieser Zeit siegte er im niederländischen Ranglistenturnier.
1977 kehrte Richard Fritz in die deutsche Bundesliga zurück. Er schloss sich dem TTC Jülich an, spielte Anfang der 1980er Jahre beim SSV Reutlingen und verhalf der Spvg Steinhagen 1984 und Post SV Mülheim 1987 zum Aufstieg in die 1. Bundesliga.
1988 wurde er wieder bei seinem Heimatverein SC Buschhausen aktiv und war danach bei mehreren unterklassigen Vereinen unterwegs (etwa TTA Kevelaer-Wetten (Landesliga), 2006/07 SV Millingen (Bezirksklasse), 2007–2014 SC Buschhausen, 2014 PSV Oberhausen (Landesliga)).
Daneben spielte Richard Fritz auf aktiv Tennis beim TC Babock.

## Privat
Richard Fritz ist von Beruf Schornsteinfeger.